# Sainte-Marie (Martinica)

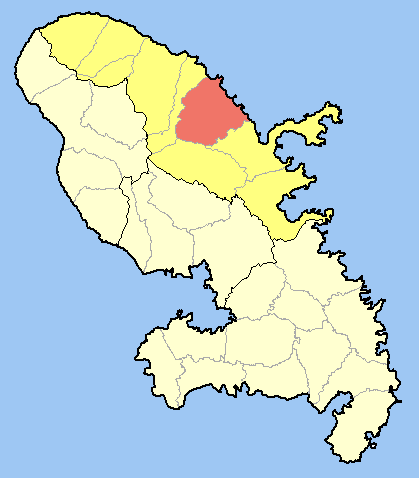
Situació de Sainte-Marie

Sainte-Marie és un municipi francès, situat a la regió de Martinica. El 2009 tenia 19.696 habitants. Es troba al costat atlàntic de l'illa.

## Història
La història de la ciutat va començar en 1658 mitjançant la creació d'una fortalesa, dedicada a la Mare de Déu. Els amerindis kali'na expulsats de l'indret hi deixaren una tradició de cistelleria, que fou represa pels negres cimarrons i que avui continua amb « La Paille Caraïbe », un taller de cistelleria.

## Administració
| Període   | Identitat           | Partit        |
| --------- | ------------------- | ------------- |
| 1983-2008 | Guy Lordinot        |               |
| 2008-     | Bruno-Nestor Azérot | Divers gauche |

## Personatges il·lustres
- Jean-Baptiste Labat, sacerdot i fundador de l'explotació sucrera Fonds Saint-Jacques.
- Édouard Glissant, escriptor.
- Joseph Lagrosillière, polític